# Spineuteleuta celebensis
Spineuteleuta celebensis là một loài bọ cánh cứng trong họ Cerambycidae.